# فیلیپو جمی
فیلیپو جمی (انگلیسی: Filippo Gemmi؛ زادهٔ ۲۱ ژوئن ۱۹۹۷) بازیکن فوتبال است.
از باشگاه‌هایی که در آن بازی کرده‌است می‌توان به باشگاه فوتبال لیورنو اشاره کرد.